# Villeconin
Villeconin é uma comuna francesa na região administrativa da Ilha de França, no departamento de Essonne. Estende-se por uma área de 14.45 km². Em 2010 a comuna tinha 753 habitantes (densidade: 52,1 hab./km²).